# 光寿庵跡
光寿庵跡（こうじゅあんあと）は岐阜県高山市国府町上広瀬の諏訪神社後背地にある白鳳期の寺院跡。出土瓦は岐阜県の重要文化財に指定されている。また日本遺産『飛騨匠の技・こころ / 国府盆地の中世社寺建築群』の構成遺産の一つとして認定されている
。

## 概要
正確な創建は不詳であるが、出土遺物から白鳳期に遡る寺院であるとみられる。開基は当地方の豪族であった広瀬氏と関係があると考えられている。また、麓に存在した石橋廃寺と同氾の瓦が発掘されており、上寺、下寺の関係にあったと推定されている。寺の盛衰については資料に乏しくあまり多くわかっていないが長野県王滝村の歴史資料館が所蔵する鰐口の銘に、当寺の事を指すとみられる向上庵という文字がみられることから、永享8年（1436年）までは存続していたと考えられている。出土品には軒丸瓦、軒平瓦、平瓦がある。瓦の一部には制作時の工人が当時の人物像を落書きしたものが残っており、昭和31年（1956年）に岐阜県の重要文化財に指定されている。また寺院跡には礎石がみられ、平成28年（2016年）に日本遺産『飛騨匠の技・こころ - 木とともに、今に引き継ぐ1300年 -』の構成文化財となっている。

## 周辺
- 石橋廃寺
- こう峠口古墳
- 広瀬古墳
- 作料古墳
- 桜野公園